# The ABCs of Death
The ABC's of Death és una antologia independent de curtmetratges, tant cómics com de terror, tots aquests produïts per productores internacionals i dirigits per directors de tot el món. La pel·lícula conté 26 curts diferents, realitzats tots per diferents directors. Va ser estrenada al Festival Internacional de Toronto del 2012 i en cinemes el 8 de març de 2013

## Trama
La pel·lícula consta de vint-i-sis capítols individuals, un per cada lletra de l'abecedari. Els 26 directors encarregats van tenir llibertat per crear una història relacionada amb una paraula que havia de començar per la lletra que els havia tocat
Cal destacar que hi va haver una competició entre els vint-i-sis directors i va sortir com a guanyador el director britànic Lee Hardcastle gràcies al seu curt T is for Toilet.

## Segments
- A is for Apocalypse (dirigit i escrit per Nacho Vigalondo).
- B is for Boogeyman (dirigit i escrit per Adrian Garcia Bogliano).
- C is for Cicle (dirigit i escrit per Ernesto Diaz Espinoza).
- D is for Dogfight (dirigit i escrit per Marcel Sarmiento).
- E is for Exterminate (dirigit i escrit per Angela Bettis).
- F is for Pet (dirigit i escrit per Noboru Iguchi).
- G is for Gravity (dirigit i escrit per Andrew Traucki).
- H is for Hydro-Electric Diffusion (dirigit i escrit per Thomas Malling).
- I is for Ingrown (dirigit i escrit per Jorge Michel Grau).
- J is for Jidai-geki (Pel·lícula Samurai) (dirigit i escrit per Yûdai Yamaguchi).
- K is for Klutz (dirigit i escrit per Anders Morgenthaler).
- L is for Libido (Dirigit i escrit per Timo Tjahjanto).
- M is for Miscarriage (dirigit i escrit per TI West).
- N is for Nuptials (dirigit i escrit per Banjong Pisanthanakun).
- O is for Orgasm (dirigit i escrit per Bruno Forzani i Héléne Cattet).
- P is for Pressure (dirigit i escrit per Simon Rumley).
- Q is for Quack (dirigit i escrit per Adam Wingard i Simon Barrett).
- R is for Removed (dirigit i escrit per Srđun Spasojević).
- S is for Speed (dirigit i escrit per Jake West).
- T is for Toilet (dirigit i escrit per Lee Hardcastle).
- U is for Unearthed (dirigit i escrit per Ben Wheatley)..
- V is for Vagitus (El Crit d'un Nadó) (dirigit i escrit per Kaare Andrews).
- W is for WTF! (Dirigit i escrit per Jon Schnepp).
- X is for XXL (dirigit i escrit per Xavier Gens).
- Y is for Youngbuck (dirigit i escrit per Jason Eisener).
- Z is for Zetsumetsu (Extinció) (dirigit i escrit per Yoshihiro Nishimura).